# Yağlıkçızade Derviş Mehmed Pascià
Yağlıkçızade Derviş Mehmed Pascià (Istanbul, 1735 (?) – Chio, 1777) è stato un politico ottomano.
Era il figlio di Yağlıkçı Kadri Ağa ed è nato a Istanbul. Entrò al servizio dello stato e fu assistente del defterdar Behçet Efendi, e poi dawadar (portatore e custode del calamaio reale) di Naili Abdullah Pascià, di Silahdar Bıyıklı Ali Pascià e Yirmisekizzade Mehmed Said Pascià. Fu promosso a defterdar kesedari (tesoriere) e segretario delle finanze (in turco maliye tezkerecisi) nel 1768. Il 26 febbraio 1772, quando era con l'esercito a Šumen fu nominato defterdar della I Divisione, posizione che tranne per un'interruzione nel 1773-1774 occupò fino al 1775. Il 5 aprile 1775 fu nominato Kethüda (intendente) del Gran visir, e infine Gran visir il 6 luglio 1775. Il suo governo fu rilassato, cercando di portare una vita più tranquilla nel paese; fu definitivamente revocato il 19 dicembre 1776 e mandato in esilio a Gallipoli finché il 10 febbraio 1777 fu nominato sanjak-bey di La Canea a Creta; si ammalò durante il viaggio per raggiungere la sede dell'incarico e morì a Chio (Sakiz) prima di arrivare alla meta.